# Alison Klayman
Pour les articles homonymes, voir Klayman.
Alison Klayman, née en 1984 à Philadelphie (États-Unis), est une cinéaste et journaliste américaine.
Elle est surtout connue pour son documentaire primé de 2012 Ai Weiwei: Never Sorry.

## Biographie
Alison Klayman grandit à Philadelphie et est diplômée de l'Université Brown en 2006 avec un baccalauréat ès arts en histoire. Après ses études, elle fait un voyage de cinq mois en Chine avec un camarade de classe et décide d'y rester pour apprendre le chinois et y travailler. Elle contribue à PBS Frontline, National Public Radio et The New York Times.
Après avoir rencontré l'artiste Ai Weiwei lors du tournage de son exposition pour une galerie locale, elle commence à filmer des images pour un documentaire plus long en décembre 2008,,.
Ai Weiwei: Never Sorry fait ses débuts au Sundance Film Festival et remporte le prix spécial du jury et un prix Alfred I. duPont-Columbia 2013.

## Filmographie
- 2012 : Ai Weiwei: Never Sorry
- 2015 : The 100 Years Show (court métrage)
- 2017 : 11/8/16
- 2018 : Take Your Pills (documentaire Netflix)
- 2019 : The Brink
- 2019 : Flower Punk (court métrage)
- 2021 : Jagged

## Récompenses et honneurs
- Alfred I. DuPont-Columbia Award[6]
- DGA Award nomination for Outstanding Directorial Achievement in Documentary[6]
- Filmmaker Magazine "25 New Faces of Independent Film"[7]
- New York Times international list of 20 Directors to Watch[8]
- Sundance Film Festival – Special Jury Prize for Spirit of Defiance[6]